# IStockphoto
iStockphoto è un fornitore on-line di fotografie royalty free (talvolta anche erroneamente indicate come "esenti da diritti d'autore") che opera secondo il modello di micro-pagamenti. Il costo delle immagini varia infatti, a seconda della dimensione di queste, da un minimo di 1$ ad un massimo di svariate centinaia di dollari con un sistema di pagamento basato su crediti.
iStockphoto è stato fondato da Bruce Livingstone nell'aprile del 2000 ed è stato acquistato nel febbraio 2006 da Getty Images. Altri siti, nati insieme o dopo iStockphoto sono Fotolia, Dreamstime, Pixmac, Bigstockphoto, Shutterstock (creato da Jon Oringer) e Veer (acquistato nel 2007 dall'agenzia di foto rights-managed Corbis, di proprietà di Bill Gates).
Dopo l'offerta di file video sul proprio sito nel 2006, iStockphoto ha iniziato anche la vendita di file audio, immagini vettoriali, animazioni Flash e loghi.

## Acquisto di file

### Il sistema dei crediti
iStockphoto funziona con un sistema che permette di caricare sul proprio account un certo numero di crediti e di utilizzarli per acquistare fotografie, illustrazioni vettoriali, filmati video, tracce audio ed animazioni flash tra quelle presenti sul sito. Un credito equivale a €9 ma acquistando quantità maggiori di crediti è possibile ottenere riduzioni notevoli rispetto al pacchetto base.

### Galleria d'immagini
Le fotografie possono essere scaricate in diversi formati e risoluzioni: i formati disponibili sono sette: XSmall, Small, Medium, Large, XLarge, XXLarge and XXXLarge. Il loro costo è rispettivamente di 1, 3, 6, 12, 18, 22 o 28 crediti a seconda della dimensione scelta. Dopo aver aperto un account ed averlo caricato con la quantità desiderata di crediti, i file possono essere scaricati ed usati per usi commerciali, editoriali, pubblicitari, promozionali, eccetera.

### Audio e video
A marzo 2009 iStockphoto annuncia ufficialmente sul proprio sito la vendita di audio ed effetti sonori generati dagli utenti, incorporando nel suo archivio i file dell'agenzia audio Pump Audio. File video sono anche in vendita sul sito.

### Illustrazioni vettoriali ed animazioni Flash
iStockphoto vende anche illustrazioni vettoriali realizzate con programmi come Adobe Illustrator Macromedia Freehand o Corel Draw; questo tipo di immagini, essendo indipendenti dalla risoluzione, permettono una maggior qualità, una superiore compressione dei dati ed una più facile gestione di eventuali modifiche rispettono alle normali fotografie.
Sono inoltre presenti in misura inferiore animazioni realizzate con Macromedia Flash quali banner, menù, brevi video e animazioni generiche. Le illustrazioni vettoriali e i video Flash costano da 1 a 25 crediti, a seconda della loro complessità.

## Vendita di file
Prima di poter vendere le proprie fotografie, i fotografi devono rispondere ad un questionario on-line su alcune domande riguardanti le regole del sito, qualche conoscenza base di fotografia ed alcune questioni legali. Passato il primo test, è possibile inviare alcune fotografie di prova che saranno valutate secondo criteri di qualità ed idoneità prima di essere approvate. Una volta approvate, il fotografo può iniziare a caricare sul sito e vendere le proprie foto.

## Differenze con il modello tradizionale
Usando un modello basato sui micro-pagamenti per la fotografia di stock, i siti di fotografia micro-stock rappresentano una minaccia al vecchio e ben radicato mercato della fotografia stock tradizionale. Questa è infatti stata per lungo tempo un mercato di élite accessibile a pochi e con prezzi elevati. Le critiche al modello dei micro-pagamenti sostengono che prezzi estremamente bassi possano svalutare il mercato della fotografia stock tradizionale. Bisogna comunque ricordare che le fotografie presenti su iStockphoto sono immagini che vengono vendute diverse volte pertanto, non garantendo l'esclusività dell'utilizzo, possono avere alti rendimenti per i fotografi pur avendo prezzi moderati per gli utilizzatori.
Le commissioni di iStockphoto vanno dal 15% al 20% per un fotografo normale (15-20% all'autore e 80-85% ad Istockphoto) e dal 25% al 45% per un fotografo che firma un accordo di esclusiva. Sono quindi compensi di acquisto più bassi comparati con quelli delle agenzie di stock tradizionali, queste percentuali sono anche più basse rispetto ad altri siti di micro-stock nati recentemente (come ad esempio Fotolia o Shutterstock).
Un articolo sul The Seattle Times  ha portato alla luce come un fotografo di talento, vendendo le proprie foto su iStockphoto, possa guadagnare circa 70.000$ l'anno (anche se queste cifre possono includere lavori su commissione). Le cifre dei fotografi medi sono comunque mediamente inferiori e dipendono da fattori quali la qualità delle foto ed il numero di queste.